# Slovenië op het Eurovisiesongfestival 1998
Slovenië nam deel aan het Eurovisiesongfestival 1998 in Birmingham, Verenigd Koninkrijk. Het was de 5de deelname van het land op het Eurovisiesongfestival. RTVSLO was verantwoordelijk voor de Sloveense bijdrage van de editie van 1998.

## Selectieprocedure
Om de vijfde kandidaat te selecteren die Slovenië zou vertegenwoordigen, werd er gekozen om een nationale finale te organiseren.
Deze finale vond plaats in de studio's van de nationale omroep in Ljubljana en werd gepresenteerd door Mojca Mavec.
In totaal deden er 14 artiesten mee aan deze finale en de winnaar werd gekozen door televoting.

EMA 1998 - 28 februari 1998
| #  | Artiest                          | Lied                 | Plaats | Punten |
| -- | -------------------------------- | -------------------- | ------ | ------ |
| 1  | Magnifico                        | "Silvia"             | 5      | 3558   |
| 2  | Vili Resnik                      | "Naj bogovi slišijo" | 1      | 7391   |
| 3  | Pop Design                       | "Nora noč"           | 13     | 911    |
| 4  | Miran Rudan                      | "Cvetje in vrtovi"   | 10     | 1377   |
| 5  | Aurora                           | "Pesem zate"         | 14     | 480    |
| 6  | Victory                          | "Zapri oči"          | 4      | 4221   |
| 7  | Damjana                          | "Ljubim, ljubiš"     | 9      | 1448   |
| 8  | Karmen Stavec and Patrik Greblo  | "Kje pesem je doma"  | 7      | 2298   |
| 9  | Sound Attack                     | "Zakaj odšel ni"     | 8      | 1628   |
| 10 | Deja Mušič                       | "Ljubezen"           | 11     | 1257   |
| 11 | Janez Rijavec and Vladimir Čadež | "Pusti času čas"     | 2      | 6103   |
| 12 | Darja Švajger                    | "Ljubezen ne odhaja" | 6      | 3224   |
| 13 | Regina                           | "Glas gora"          | 3      | 5694   |
| 14 | Obvezna smer                     | "Ko pade noč"        | 12     | 980    |

## In Birmingham
In het Verenigd Koninkrijk trad Slovenië aan als 12de, net na Hongarije en voor Ierland.
Op het einde bleek dat ze 17 punten verzameld hadden, goed voor een 19de plaats. 
België en Nederland hadden geen punten over voor deze inzending.

### Gekregen punten

#### Finale
| 12 punten  | 10 punten | 8 punten            | 7 punten      | 6 punten |
| ---------- | --------- | ------------------- | ------------- | -------- |
|            |           |                     |               |          |
| 5 punten   | 4 punten  | 3 punten            | 2 punten      | 1 punt   |
| - Roemenië | - Finland | - Kroatië - Turkije | - Griekenland |          |

### Punten gegeven door Slovenië

#### Finale
Punten gegeven in de finale:
| 12 punten | Kroatië             |
| 10 punten | Noorwegen           |
| 8 punten  | Duitsland           |
| 7 punten  | Israël              |
| 6 punten  | België              |
| 5 punten  | Verenigd Koninkrijk |
| 4 punten  | Noord-Macedonië     |
| 3 punten  | Malta               |
| 2 punten  | Estland             |
| 1 punt    | Ierland             |